# Walter Pöhls
Walter Hermann Gustav Pöhls (* 28. Juni 1909 in Hamburg; † 15. Januar 1971 ebenda) war ein Künstler, Widerstandskämpfer gegen den Nationalsozialismus und Mitglied der Hamburgischen Bürgerschaft.

## Leben und Wirken

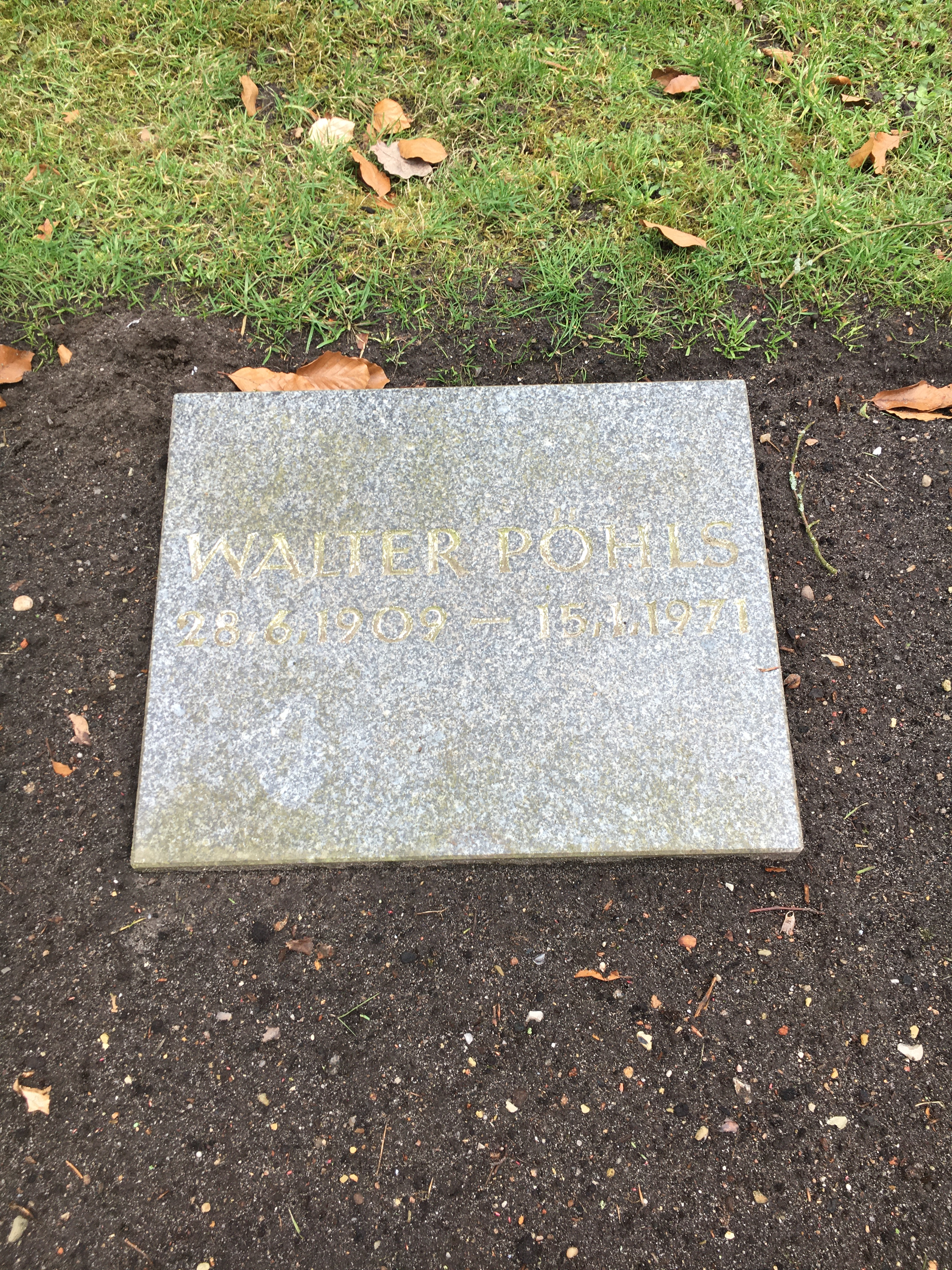
Grabstätte Walter Pöhls auf dem Friedhof Ohlsdorf

Der gelernte Tischler Pöhls arbeitete als Innenarchitekt und selbstständiger Kunstmaler in Hamburg. Er trat 1924 in die Sozialistische Arbeiterjugend (SAJ) und 1927 in die SPD ein. Dort bekleidete er schließlich das Amt eines Distriktschriftführers. Nach der nationalsozialistischen Machtergreifunger gehörte er zum Kreis der Eimsbütteler SAJ-Aktivisten um Julius Willemsen und Friedrich Börth, der nicht nur versuchte, den organisatorischen Zusammenhalt aufrechtzuerhalten, sondern auch illegale Schriften verteilte und im November 1934 unter dem Titel „Vorwärts und nicht vergessen“ eine eigene Broschüre herausgab. Walter Pöhls wurde am 7. Mai 1935 von der Gestapo verhaftet und ins KZ Fuhlsbüttel gebracht. Er wurde zunächst für zwei Jahre als „Schutzhäftling“ im Konzentrationslager Fuhlsbüttel inhaftiert. Dann wurde er wegen „Vorbereitung zum Hochverrat“ zu zwei Jahren Zuchthaus verurteilt. Er saß zwischen 1935 und 1937 im Konzentrationslager Börgermoor und im Gefängnis Freiendiez bei Limburg ein. Hier wurde er am 8. Mai 1937 entlassen. Pöhls arbeitete nach seiner Entlassung zunächst als Tischlergeselle und versuchte dann, sich als Kunstmaler eine wirtschaftliche Existenz aufzubauen. Die dazu notwendige Zulassung bei der Reichskammer der bildenden Künste wurde ihm allerdings versagt. Auf seinen Einspruch hin wurde er schließlich Ende 1940 als Maler zugelassen. Im November 1942 wurde er zum Strafbataillon 999 eingezogen und geriet im April 1943 in amerikanische Kriegsgefangenschaft.
Er hatte die Gestaltung von Broschüren der Jugendorganisation der SPD - die Falken in Hamburg übernommen. Im Gewerkschaftshaus Hamburg hängt ein Ölgemälde von ihm. 1953 hatte er den Gewerkschafter Franz Spliedt gemalt.
Ab 1946 wirkte er wieder in der Hamburger SPD. Von 1958 bis 1968 führte er den Vorsitz im Distrikt Barmbek-Nord und gehörte damit dem Kreisvorstand in Hamburg-Nord an. Von 1961 war er Mitglied der Hamburgischen Bürgerschaft bis zu seinem Tod am 15. Januar 1971. Sein Arbeitsschwerpunkt lag im Kulturausschuss. Seine Grabstätte auf dem Friedhof Ohlsdorf liegt im Bereich des Ehrenfeldes der Geschwister-Scholl-Stiftung.